# Spathipheromyia insularis
Spathipheromyia insularis är en tvåvingeart som beskrevs av Malloch 1934. Spathipheromyia insularis ingår i släktet Spathipheromyia och familjen husflugor. Inga underarter finns listade i Catalogue of Life.